# Hry o Marii
Hry o Marii, H. 236, je opera skladatele Bohuslava Martinů z roku 1934.
Na začátku 30. let 20. století se Martinů, prodlužující si svůj pobyt v Paříži, odvrátil od francouzské avantgardy a začal komponovat pro české scény jevištní díla na národní témata. Po Špalíčku začal zpracovávat různé mariánské a v širší rovině náboženské příběhy do cyklu, který příznačně nazval opera-špalíček.
Ve Francii se v té době dočkala velkého zájmu historická divadelní věda, např. práce teoretika Gastona Batyho, které za prvotní začátky evropského divadla označovaly hry ze středověku. Jeho znalcem byl i režisér a divadelník Jindřich Honzl, se kterým Martinů své záměry neustále konzultoval při komponování v letech 1933–1934.
Opera nakonec obsahuje čtyři příběhy, každý pocházející z jiné literární oblasti a každý také jinak zpracovaný. Rozdělena je do dvou dílů, z nichž každý má ještě kratší prolog a tzv. velkou hru (mirákl).

## Obsah opery

### I. díl
Panny moudré a panny pošetilé Liturgickou hru z 12. století přeložil, nebo spíš na její náměty nově zpracoval Vítězslav Nezval. Příběh o deseti pannách (Mt 25,1-13), které očekávají příchod Pána. Pošetilé ale vezmou s sebou málo oleje do svých lamp. Když Pán přijde, jejich lampy nehoří. Pošetilé panny shánějí olej a mezi tím ty prozíravé i s hořícími lampami vejdou s Pánem na hostinu a dveře se zavřou.
Mariken z Nimégue Vlámský námět z 15. století zpracoval Martinů původně podle francouzského překladu belgického spisovatele a dramatika Henriho Ghéona, až později dostal překlad Viléma Závady a na něj hotovou partituru upravil. Krásná Mariken se nechá ve městě svést ďáblem na cestu zla. V malém městečku ale vidí hru o Maškaronovi a Panně Marii a dává se na pokání, za což je její duše vykoupena.

### II. díl
Narození Páně Montáž z nejrůznějších lidových textů řady vánočních her.
Sestra Paskalina V této části zpracoval Martinů legendu o sestře Paskalině, přeloženou Juliem Zeyerem, ale doplnil ji z různých dalších zdrojů - o komentující texty z latinské liturgie, ale i z moravské lidové poezie. Paskalina, která odešla z kláštera pro světskou lásku, je za nespáchanou vraždu svého milého odsouzena k upálení na hranici, odkud ji ale zachraňuje milost Panny Marie.

## Uvedení
Martinů původně plánoval věnovat operu k dirigování Václavu Talichovi, ale ten v té době ještě nebyl ve vedení Národního divadla a tamní přípravy se tím mírně zdržely. To Hrám nečekaně pomohlo, protože o v té době velmi vyhledávaného skladatele projevili zájem i v Brně a premiéry se chystaly na obou scénách. V Národním divadle ale k ní nakonec nedošlo.
Světová premiéra opery proběhla 23. února 1935 bez přítomnosti Martinů v brněnském divadle v režii Rudolfa Waltera a za řízení dirigenta Antonína Balatky se Zorou Šemberovou v hlavních tanečních rolích. Výpravu vytvořil za úzké skladatelovy součinnosti František Muzika. V témže roce obdržel Martinů za svou operu státní cenu. Díky úspěchu se opera později hrála i na řadě jiných scén.